# Alfred Hagens
Alfred Hagens (* 15. Februar 1856 in Bremen; † 26. Juni 1934) war Senatspräsident beim Reichsgericht und Vorsitzender des Staatsgerichtshofs zum Schutz der Republik.

## Leben
Nach dem Besuch des Gymnasiums in Bremen studierte er in Straßburg, Göttingen, Heidelberg und Berlin Rechtswissenschaften. Hagens wurde 1877 promoviert und 1878 Rechtsanwalt in Bremen. 1885 wechselte er die Seite im Gerichtssaal und wurde Staatsanwalt in Bremen. In die Mitte des Gerichtssaal kam er durch seine Beförderung zum Amtsrichter 1890. 1896 erfolgte seine Ernennung zum Oberlandesgerichtsrat in Hamburg. 1899 kam er als Rat an das Reichsgericht. Seit 1919 war er Senatspräsident des II. Zivilsenats des Reichsgerichts.
Am 1. September 1922 wurde er Vorsitzender des neugegründeten Staatsgerichtshofs zum Schutz der Republik. Nach seinen Worten wurden die Mitglieder nach dem Gesichtspunkt der Loyalität zur Republik ausgewählt. Er selbst war Mitglied der DDP. Ein weiterer Gesichtspunkt war sein bisheriger zivilrechtlicher Tätigkeitsschwerpunkt. Es fehlte eine Vorbelastung als Strafrechtler.

„Einige Zeit nach dem Rathenau-Prozeß bat Präsident Hagens, der sich nur durch starke Überredungskünste zur Übernahme seines Amtes hatte bestimmen lassen, um seine Entlassung. Der der Altersgrenze sich nähernde Mann sehnte sich nach seinem Zivilsenat zurück. Auch war wohl der Widerstand der Kollegen vom Reichsgericht, vielleicht auch die Hochflut der Drohbriefe dem zart veranlagten Mann auf die Nerven gefallen. Er stellte unerfüllbare Forderungen, z. B. auf Gleichstellung mit dem Reichsgerichtspräsidenten, und bestand nach deren Ablehnung auf seiner Demission. Hagens hat sich um den Staatsgerichtshof zweifellos Verdienste erworben, und was in der Verhandlung an durch zu väterlicher Milde versah, durch die ausgezeichnete Urteilsbegründung wett.“

Am 31. Dezember 1923 gab er das Amt wieder ab. 1924 ging er in den Ruhestand.

## Familie
Sein Vater Heinrich Hagens (1825–1866) war Kaufmann und verheiratet mit Amalie von Heymann (1833–1893). Hagens heiratete 1886 Anna Doris Pavenstedt (1861–). Der Bremer Oberregierungsrat Heinrich Hagens (1887–1950) und der Bankier der Dresdner Bank Karl Hagens (1898–) waren seine Söhne.

## Werke (Auswahl)
- Warenzeichenrecht, Berlin 1927.
- Die Seeversicherung der Güter im Kriege, Berlin 1918.
- Gutachten des I. Zivilsenats des Reichsgerichts zum Entwurf eines Patentgesetzes, München 1914.
- Der Entwurf eines Patentgesetzes, München 1913.
- „Die Ueberlastung des Reichsgerichts und die Mittel der Abhilfe“, Deutsche Juristen-Zeitung, Jahrgang 8 (1903), Sp. 181.
- „Gewährleistung beim Verkauf von Wertpapieren“, Deutsche Juristen-Zeitung, Jahrgang 10 (1905), Sp. 663.